# Vogtlandsee
Der Vogtlandsee, früher auch Moorteich genannt, ist ein kleiner Waldsee im Vogtlandkreis im Südwesten Sachsens. Er liegt inmitten eines 30 km² großen Waldgebietes, das begrenzt wird durch die Orte Beerheide, Schönheide und Morgenröthe-Rautenkranz. Im Norden des Sees befindet sich eine durch einen nur schmalen Wasserstreifen vom Ufer abgetrennte Insel.

## Etymologie
Der Name wurde 1937 auf Grund der geografischen Lage gewählt.

## Geographie
- Größe: 6 ha
- Einzugsgebiet: 2,5 km²
- Dammkrone: 672 m über NN (HN) 99 m lang
- Dammhöhe: 7 m Erddamm
- gestautes Gewässer: Roter Fluss
- Flussgebiet: Zwickauer Mulde
- mittlerer jährlicher Zufluss: 1.000.000 m³

## Gewässerökologie

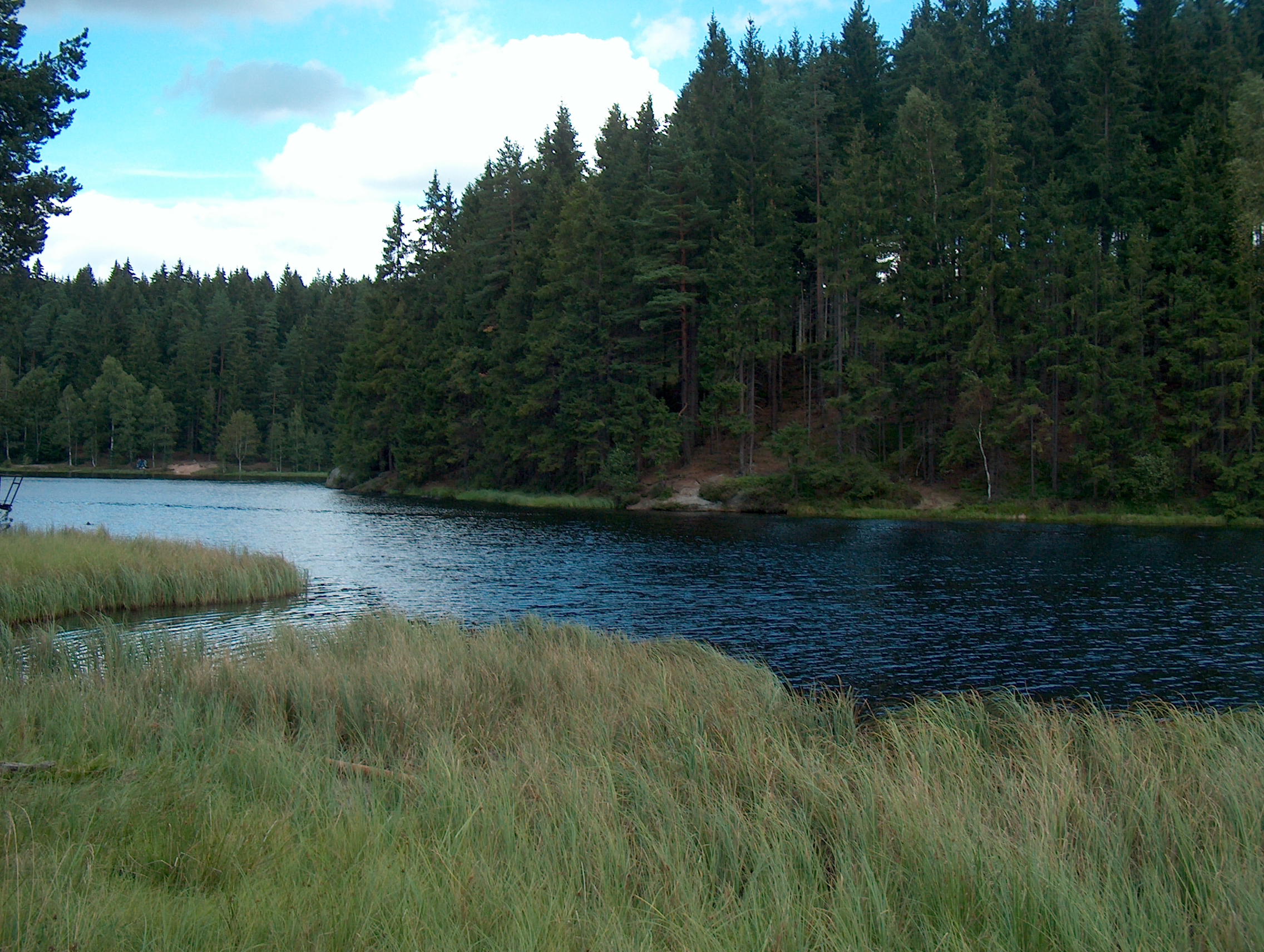
Blick auf das Ostufer

Durch das moorige Einzugsgebiet ist das Wasser sehr sauer, sodass kein Fischbestand vorhanden ist. Viele Wasservögel nutzen das zum Teil unzugängliche Ufer als Brutrevier, z. B. Zwergtaucher (Tachybaptus ruficollis). Im Großseggenried des Verlandungsbereiches, v. a. am Westufer, bedeutsame Lebensräume von Libellenarten, z. B. Kleine Moosjungfer (Leucorrhinia dubia).

## Entstehung
1935 bis 1937 wurde der Stausee zum Hochwasserschutz erbaut.

## Nutzung
Vorwiegend zum Hochwasserschutz und als Brauchwasser für die Land- und Forstwirtschaft.

## Tourismus

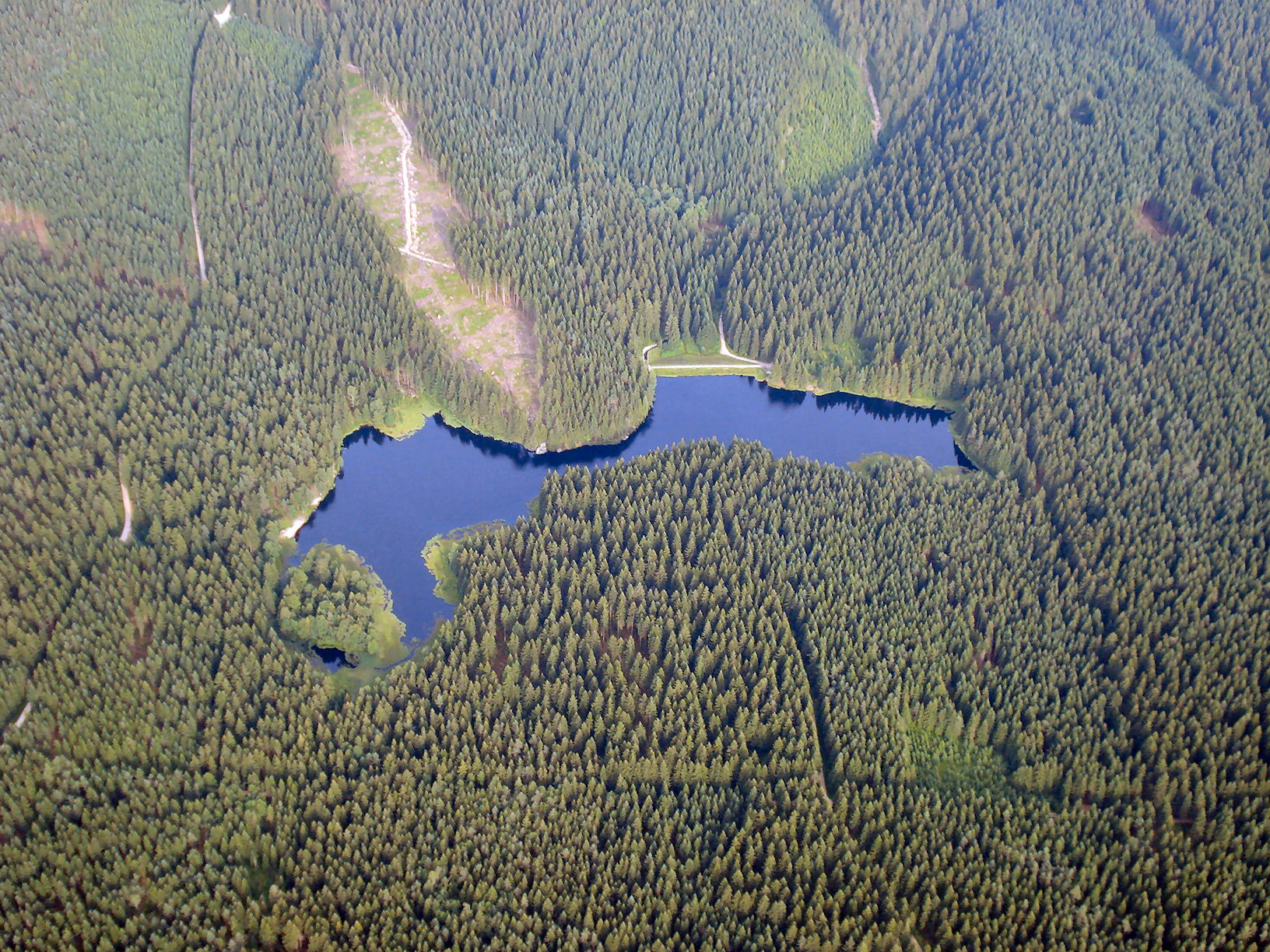
Luftbild des Vogtlandsees

Der idyllisch gelegene See ist ein beliebtes Ausflugsziel für Wanderer, Radfahrer und im Winter für Langläufer. Aufgrund seiner versteckten Lage wird er gern als FKK-Badesee genutzt.

### Wanderwege und Loipen

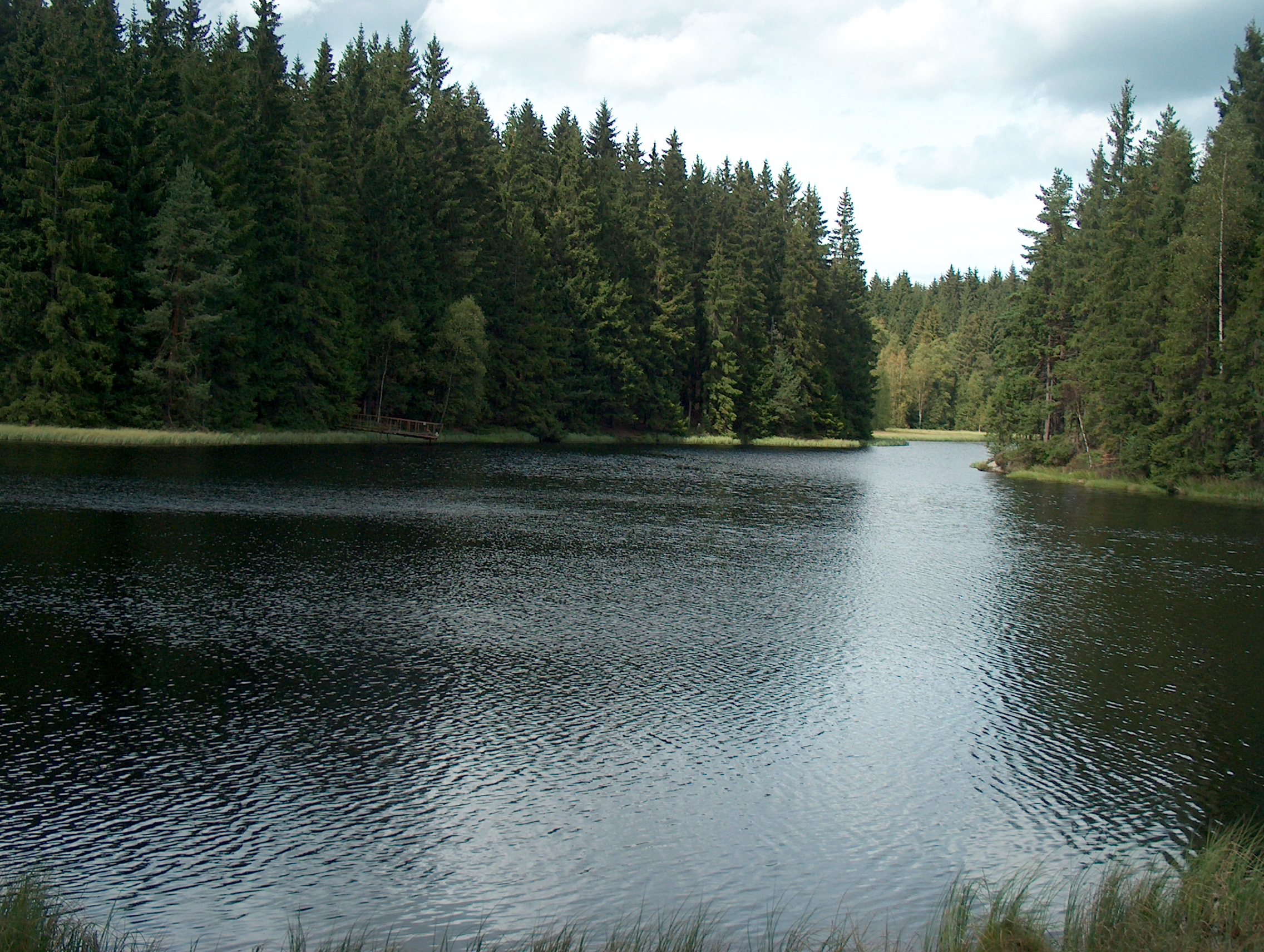
Blick auf das Westufer

Um den Vogtlandsee verläuft ein 3 km langer Rundweg. Auch der Waldparkrundweg verläuft unweit des Sees. Durch das den See umgebende Waldgebiet führen der Vogtland Panorama Weg, der Fernwanderweg Eisenach-Budapest und einige regionale Wege und Radwanderwege.
Den See tangiert die Waldparkloipe (5 km). Über sie ist der See mit den nachfolgenden Loipen verbunden: Zinsbachloipe (7 km), anschließend über eine Loipenverbindung die Kammloipe (36 km, eine der schneesichersten Loipen Deutschlands), Skiwelt Schöneck, Anschlussloipe Aschberg, Anschlussloipe Sonnenloipe (4 km) Skigebiet Mühlleithen, Skigebiet Johanngeorgenstadt und dem tschechischen Skigebiet Bublava (Schwaderbach).